# Stratégie-31

Logo du mouvement.

Stratégie-31 (russe : Стратегия-31) est une série de protestations civiles en Russie pour le droit de la liberté de réunion garantie par l'article 31 de la Constitution de la fédération de Russie. À partir du 31 juillet 2009, les manifestations ont lieu à Moscou sur la place Triumfalnaïa à 18 h chaque 31 du mois qui a 31 jours.
Stratégie-31 est créé par Édouard Limonov, Ilia Iachine (Solidarnost), Lioudmila Alexeïeva (Moscow Helsinki Group), Konstantin Kossiakine (Front de gauche) et d'autres défenseurs des droits de l'homme (Memorial, etc.). Elle serait soutenue par l'ancien oligarque Boris Berezovski, poursuivi par la justice russe et réfugié à Londres.

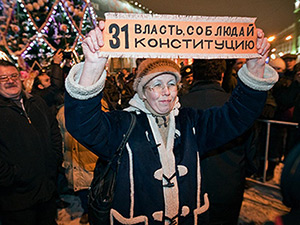
Moscou, Place Triumfalnaïa, le 31 décembre 2009.

Les autorités s'opposent à chaque fois aux manifestations. Elles organisent notamment une fête militaire et sportive (31 octobre 2009), une manifestation d'un mouvement pro-Kremlin (31 décembre 2009) et un attroupement « Amusements d'hiver » (31 janvier 2010), qui jouent le rôle de contre-manifestations. Chaque rassemblement est dispersé brutalement par la police spéciale OMON.

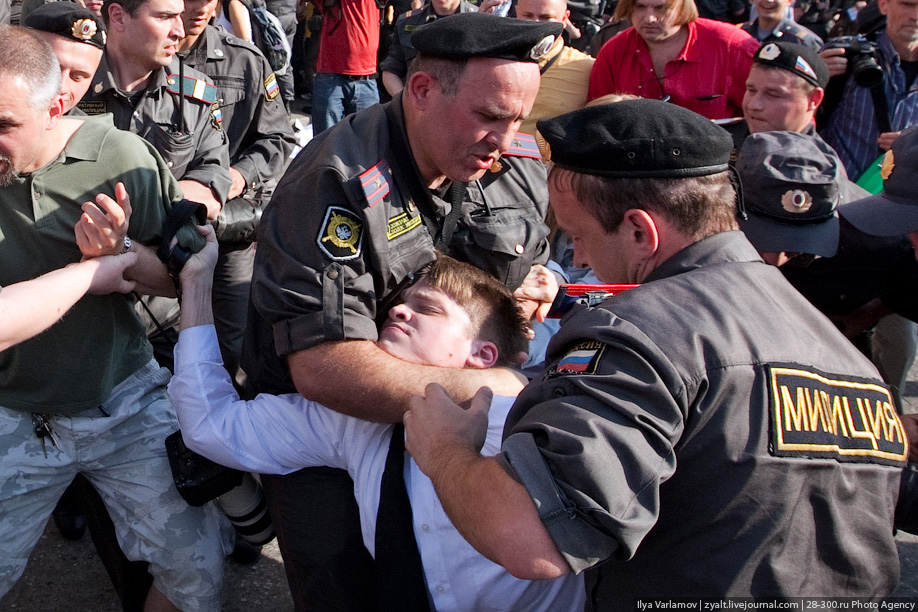
OMON dispersant la manifestation du 31 mai 2010.

À Moscou, les manifestations réunissent environ un à deux milliers de participants. À partir de janvier 2010, les actions de Stratégie-31 se répandent de Moscou à Saint-Pétersbourg, Arkhangelsk, Vladivostok, Iekaterinbourg, Kemerovo, Irkoutsk et d'autres villes.
Le 31 août 2010, les protestations ont lieu aussi en dehors de la Russie : à Londres, Berlin, Helsinki, New York, Toronto et Tel Aviv.